# Bevinahalli, Tirumakudal Narsipur
Bevinahalli là một làng thuộc tehsil Tirumakudal Narsipur, huyện Mysore, bang Karnataka, Ấn Độ.